# Liste iranischer Schriftsteller
Die Liste iranischer Schriftsteller zeigt eine Übersicht von Schriftstellern, Poeten und Publizisten aus Iran.

## A
- Kader Abdolah (* 1954)
- Janet Afary (* 1960)
- Ali Mohammad Afghani (* 1925)
- Farzaneh Aghaeipour (* 1948)
- Haschem Aghadschari (* 1957)
- Shahla Aghapour (* vor 1988)
- Dschalāl Āl-e Ahmad (1923–1969)
- Mehdi Achawan Sales (1929–1990)
- Shahnaz Alami (1921–2003)
- Bozorg Alavi (1904–1997)
- Yahya Alavi fard (* 1973)
- Yousef Alikhani (* 1975)
- Reza Allamehzadeh (* 1943)
- Amir Hossein Aryanpour (1925–2001)
- Reza Amirkhani (* 1973)
- Daryoush Ashouri (* 1938)
- Reza Aslan (* 1972)
- Bibi Khatoon Astarabadi (1858–1921)
- Manouchehr Atashi (1931–2005)
- Mehdi Azar Yazdi (1922–2009)

## B
- Ali Babachahi (* 1942)
- Mohammad-Taqi Bahar (1886–1951)
- Reza Baraheni (* 1935)
- Simin Behbahani (1927–2014)
- Jamshid Behnam (1928–2021)
- Samad Behrangi (1939–1967)
- Bijan Benjamin (* 1983)

## C
- Mohammad Chatami (* 1943)
- Omar Chayyām (1048–1131)
- Sadeq Chubak (1916–1998)
- Nāsir-i Chusrau (1004–1072/78)

## D
- Simin Dāneschwar (1921–2012)
- Parvin Darabi (* 1941)
- Ali Ashraf Darvishian (* 1941)
- Reza Davari Ardakani (* 1933)
- Ali Akbar Dehchoda (1879–1956)
- Aramesh Dustdar (1932–2021)
- Sediqeh Dowlatabadi (1882–1961)
- Mahmoud Dowlatabadi (* 1940)
- Abu'l-Qasim Muhammad Dschunaid (825–910)

## E
- Schirin Ebadi (* 1947)
- Huschang Ebtehadsch (1928–2022)
- Asghar Elahi (1944–2012)
- Afshin Ellian (* 1966)
- Mohtaram Eskandari (1895–1924)
- Parvin E'tesami (1906–1941)

## F
- Amin Faghiri (* 1944)
- Abdoldjavad Falaturi (1926–1996)
- Forugh Farrokhzad (1935–1967)
- Abū l-Qāsim Firdausī (940–1020)
- Kioumars Saberi Foumani (1941–2004)

## G
- Nizami Gandschawi (1141–1209)
- Abu Hamid Muhammad ibn Muhammad al-Ghazali (1058–1111)
- Bahman Ghobadi (* 1969)
- Ata Gilani (* 1952)
- Huschang Golschiri (1937–2000)

## H
- Fariba Hachtroudi (* 1951)
- Gholam Ali Haddad-Adel (* 1945)
- Soleiman Haim (1887–1970)
- Said Hajjarian (* 1954)
- Roya Hakakian (* 1966)
- Mansur al-Halladsch (857–922)
- Justine Harun-Mahdavi (* 1945)
- Sadegh Hedayat (1903–1951)
- Mohammad Hejazi (1900–1974)
- Karim Hisami (1926–2001)
- Jalal Homaei (1900–1980)

## J
- Bijan Jalali (1927–2000)
- Mehdi Jami (* 1961)
- Manuchehr Jamali (1929–2012)
- Jamalzadeh (1892–1997)
- Taraneh Javanbakht (* 1974)

## K
- Mohsen Kadivar (* 1959)
- Mohammad Reza Schafi’i Kadkani (* 1939)
- Mehrangiz Kar (* 1944)
- Farah Karimi (* 1960)
- Rahman Karimi (1937–2022)
- Siavash Kasraie (1927–1996)
- Ahmad Kasravi (1890–1946)
- Mir Jalaleddin Kazzazi (* 1949)
- Morteza Keyvan (1921–1954)
- Mohammad-Kazem Khorasani (1839–1911)
- Hadi Khorsandi (* 1943)
- Mahmud Kianoush (1934–2021)
- Abbas Kiarostami (1940–2016)
- Alexis Kouros (* 1961)

## L
- Shahla Lahiji (1942–2024)
- Abulqossim Lohutij (1887–1957)

## M
- Ahmad Mahmud (1931–2002)
- Majid Majidi (* 1959)
- Mohsen Makhmalbaf (* 1957)
- Samira Makhmalbaf (* 1980)
- Mostafa Malekian (* 1956)
- Noor-ol-Hoda Mangeneh (* 1902)
- Abbas Maroufi (1957–2022)
- Jamal Mirsadeghi (* 1933)
- Abbas Milani (* 1949)
- Iradsch Mirza (1874–1926)
- Azadeh Moaveni (* 1976)
- Jaafar Modarres-Sadeghi (* 1954)
- Mohammad Mofatteh (1928–1979)
- Sudabeh Mohafez (* 1963)
- Javad Mojabi (* 1939)
- Fathollah Mojtabaei (* 1927)
- Fereydun Moschiri (1926–2000)
- Morteza Motahhari (1920–1979)
- Abdullah Ibn al-Muqaffa (720–757)

## N
- Azar Nafisi (* 1948)
- Said Nafisi (1895–1966)
- Khosro Naghed (* 1950)
- Ehsan Naraghi (1926–2012)
- Seyyed Hossein Nasr (* 1933)
- Ebrahim Nabavi (1958–2025)
- Nezami (um 1141 –1209)
- Nizām al-Mulk (1018–1092)
- Niẓāmī ʿArūḍī (um 1100)

## O
- Ghazal Omid (* 1970)

## P
- Shahrnush Parsipur (* 1946)
- Zoya Pirzad (* 1952)
- Iraj Pezeshkzad (1927–2022)

## R
- Zahra Rahnaward (* 1945)
- Touradj Rahnema (* 1937)
- Nassrin Ranjbar Irani (* 1955)
- Moniro Ravanipur (* 1954)
- Khalil Rostamkhani (* 1953)

## S
- Kioumars Saberi Foumani (1941–2004)
- Hamid Sadr (* 1946)
- Mulla Sadra (1572–1641)
- Zabihollah Safa (1911–1999)
- Dschamal Mir-Sadeghi (* 1933)
- Ghalom-Hosseyn Saedi (1936–1985)
- Sanai Ghaznawi (1080–1131)
- Mohammad Modschtahed Schabestari (* 1936)
- Ali-Akbar Sa'idi Sirjani (1931–1994)
- Marjane Satrapi (* 1969)
- Amir Sagharichi-Raha (* 1979)
- Sohrab Sepehri (1928–1980)
- Mohammad Reza Schafi’i Kadkani (* 1939)
- Ahmad Schamlou (1925–2000)
- Alireza Shapour Shahbazi (1942–2006)
- Ali Schariati (1933–1977)
- Dariush Shayegan (1935–2018)
- Shahla Sherkat (* 1956)
- Daryush Shokof (* 1954)
- Abdolkarim Sorusch (* 1945)
- Schihab ad-Din Yahya Suhrawardi (1154–1191)

## T
- Allameh Tabatabaei (1892–1981)
- Javad Tabatabai (1945–2023)
- Fereydoun Tonekaboni (* 1937)

## Y
- Ehsan Yarshater (1920–2018)
- Nima Youschidsch (Nima Yushij) (1897–1960)

## Z
- Obeid Zakani († 1370)
- Zoya Pirzad (* 1952)
- Mahla Zamani (* 1979)
- Nasser Zarafshan (* 1946)
- Ahmad Zeidabadi (* 1965)